# Bamfield
|                       | Jan   | Feb | Mär   | Apr   | Mai   | Jun   | Jul  | Aug  | Sep   | Okt   | Nov   | Dez   |   |         |
| Mittl. Tagesmax. (°C) | 7,8   | 9   | 10,3  | 12    | 14,3  | 16    | 18,1 | 18,8 | 18,1  | 14,1  | 10    | 7,7   | ⌀ | 13      |
| Mittl. Tagesmin. (°C) | 1,7   | 2,1 | 2,6   | 4,1   | 6,8   | 9,1   | 10,6 | 10,8 | 9,1   | 6,3   | 3,5   | 1,8   | ⌀ | 5,7     |
|                       |       |     |       |       |       |       |      |      |       |       |       |       |   |         |
| Niederschlag (mm)     | 387,7 | 344 | 321,7 | 205,1 | 144,8 | 105,5 | 61,2 | 75,1 | 102,9 | 290,6 | 443,4 | 407,3 | Σ | 2.889,3 |

| 1,7 |

| 2,1 |

| 2,6 |

| 4,1 |

| 6,8 |

| 9,1 |

| 10,6 |

| 10,8 |

| 9,1 |

| 6,3 |

| 3,5 |

| 1,8 |

| 1,7 |

| 2,1 |

| 2,6 |

| 4,1 |

| 6,8 |

| 9,1 |

| 10,6 |

| 10,8 |

| 9,1 |

| 6,3 |

| 3,5 |

| 1,8 |

Bamfield ist ein Ort an der Westküste von Vancouver Island in British Columbia, Kanada, im Verwaltungsbezirk Alberni-Clayoquot Regional District. Er liegt am südlichen Eingang zum Barkley Sound, einem Gebiet, das entweder über See, von Port Alberni oder Ucluelet, oder über eine 80 km lange Holzfällerstraße zu erreichen ist. 2016 hatte er 179 Einwohner welche in 160 Haushalten lebten, bei einer Gemeindegröße von 4,87 km². Die im Gebiet ansässigen Huu-ay-aht sind einer von sieben Nuu-chah-nulth-Stämmen, die an diesem Sund leben.
Der Ort teilt sich in Bamfield West, das auf der Mills Peninsula liegt und nur auf dem Wasser erreichbar ist, und Bamfield East, das auf der anderen Seite des Bamfield Inlet liegt. Letzteres liegt zwischen Bamfield Inlet und Grappler Inlet, an dessen Ende sich ein kleiner Hafen (Port Desire) befindet.

## Geschichte
1849 verließ ein Schiffsschreiner namens William Eddy Banfield sein Schiff, um mit den Indianern auf dem Gebiet der Huu-ay-aht Handel zu treiben. Um 1860 etablierte Banfield einen dauerhaften Handelsposten, der später seinen Namen trug. 1862 starb er unter ungeklärten Umständen. Zwar wurde ein Huu-ay-aht wegen Mordes angeklagt, doch ließ sich keine Schuld nachweisen. Vieles spricht dafür, dass er beim Kanufahren ertrunken ist.
Krankheiten dezimierten die Huu-ay-aht derartig, dass sie ihren Hauptort Kiix?in (Huu7ii) aufgeben mussten. Einige der Langhäuser und Pfähle stehen noch heute dort. Die Band hofft, aus dem Dorf eine „National Historic Site of Canada“ machen zu können und sie für den Tourismus zu öffnen. Unterstützt werden sie dabei vom Historic Sites and Monuments Board of Canada. Die rund 100 Huu-ay-aht leben heute überwiegend in der Pachena Bay. Sie sind dabei mit der kanadischen Regierung und der Provinzregierung einen Vertrag abzuschließen, der ihr Reservat erheblich vergrößern soll, zugleich aber ihren Besitz privatisiert.
1902 wurde Bamfield Endpunkt eines Untersee-Telegrafenkabels, das den britischen Teil Nordamerikas mit Australien verband. Das transpazifische Telegrafenkabel war Teil der All Red Line, einem weltumspannendes Netz von Telegrafenlinien des Britischen Weltreichs. 1903 eröffnete die erste Poststation, doch der Buchstabierfehler eines Regierungsangestellten machte aus Banfield kurzerhand Bamfield – obwohl der Ort weiterhin am Banfield Inlet liegt.
1959 schloss die Telegrafenstation, nachdem das Kabel bis Port Alberni verlängert worden war. Im Jahr 1972 wurde in der ehemaligen Station das Bamfield Marine Sciences Centre als auch von Touristen genutzte Forschungsstelle eröffnet. Der Tourismus in Bamfield konzentriert sich bisher auf Fischfang, Kajakfahren und Wandern (Bamfield ist nördlicher Startpunkt des Wanderwegs West Coast Trail, der sich entlang der Küste bis Port Renfrew erstreckt), weitet sich aber auf kulturelle und historische Gebiete aus.

## Bevölkerung
Der Zensus im Jahr 2016 ergab für die Gemeinde eine Bevölkerungszahl von 179 Einwohnern, nachdem der Zensus im Jahr 2011 für die Gemeinde noch eine Bevölkerungszahl von 155 Einwohnern ergab. Die Bevölkerung hat dabei im Vergleich zum letzten Zensus im Jahr 2011 um 15,5 % zugenommen und liegt damit weit über dem Provinzdurchschnitt mit einer Bevölkerungszunahme in British Columbia um 5,6 %. Im Zensuszeitraum 2006 bis 2011 hatte die Einwohnerzahl in der Gemeinde entgegen dem Provinztrend noch um 38,2 % abgenommen, während sie im Provinzdurchschnitt um 7,0 % zunahm. Von den Einwohnern der Ansiedlung waren im Jahr 2016 85 männlich und 70 weiblich.
Für den Zensus 2016 wurde für die Gemeinde ein Medianalter von 55,6 Jahren ermittelt. Das Medianalter der Provinz lag 2016 bei nur 43,0 Jahren. Das Durchschnittsalter lag bei 51,8 Jahren, bzw. bei 42,3 Jahren in der Provinz. Nur 2,8 % der Anwohner waren jünger als 14 Jahre, die Zahl der Kinder liegt damit erheblich unter dem Schnitt der Provinz mit einem Anteil von 14,9 % dort. Der Anteil der Einwohner mit einem Alter von 65 Jahren und höher ist dafür weit überdurchschnittlich (Lokal: 27,8 %; Provinz: 18,3 %).
Zum Zensus 2011 wurde für die Gemeinde noch ein Medianalter von 45,9 Jahren ermittelt. Das Medianalter der Provinz lag 2011 bei nur 41,9 Jahren.
Von den rund 250 Einwohnern des Zensus im Jahr 2006 gaben 190 Bewohner an, indianische Vorfahren zu haben, 25 waren Angehörige einer First Nation. Jeweils rund 50 Einwohner sprachen Spanisch bzw. Italienisch.